# (15127) 2000 EN45
A (15127) 2000 EN45 a Naprendszer kisbolygóövében található aszteroida. A LINEAR projekt keretében fedezték fel 2000. március 9-én.